# دستور تأمین هیزم و آب
حکم تأمین هیزم و آب (به ژاپنی: 薪水給与令 しんすいきゅうよれい); این قانون، تأمین آب آشامیدنی و سوخت برای کشتی‌های خارجی را توسط شوگون‌سالاری ادو در اواخر دوره ادو مجاز می‌دانست.

## نمای کلی
در اوایل قرن نوزدهم، کشتی‌های خارجی، از جمله نیکولای رزانوف از امپراتوری روسیه، برای تجارت وارد ژاپن شدند. در پاسخ، شوگون‌سالاری تحت حکومت توکوگاوا ایه‌ناری «بونکا نو بوجوتسو ری» (دستور تأمین هیزم و آب برای مردم بونکا) را در بونکا 3 (1806) صادر کرد و مسیری را برای اجازه دادن به بازگشت‌کنندگان برای خروج مسالمت‌آمیز از کشور تعیین کرد. با این حال، پس از حمله بونکا روکو (۱۹۱۸–۱۹۴۵) به ژاپن در سال بعد، دستوری مبنی بر دور کردن کشتی‌های روسی صادر شد، اما این دستور تنها یک سال بعد لغو شد. با توجه به حادثه فایتون و حضور بعدی کشتی‌های بریتانیایی و آمریکایی در دریای ژاپن، دولت در سال ۱۸۲۵ سیاست خود را تغییر داد و دستور داد کشتی‌های خارجی، از جمله کشتی‌های کشورهای دیگر غیر از روسیه، از منطقه دور شوند.
با این حال، پس از حادثه موریسون، انتقادات افزایش یافت و شوگون‌سالاری ادو، که از عملکرد ضعیف چینگ در جنگ‌های تریاک در سال ۱۸۴۰ شوکه شده بود، سیاست خود را تغییر داد و در سال ۱۸۴۲ دستور تنپو برای تأمین هیزم و آب را صادر کرد که پرداخت هیزم و آب را فقط به کشتی‌هایی که در وضعیت بحرانی قرار داشتند، مجاز می‌دانست.